# Pichilemu
Pichilemu (en mapudungun : Petite Forêt) est une ville et une commune du Chili capitale de  la province Cardenal Caro, elle-même rattachée à  la région O'Higgins. Cette commune touristique fait partie de la zone centrale du Chili. La plage de Pichilemu est considérée comme l'un des meilleurs sites au monde pour pratiquer le surf, en particulier le secteur Punta de Lobos, où des compétitions sont souvent organisées.

## Histoire
Le premier maire de Pichilemu fut José María Caro Martínez entre 1894 et 1905.